# Siphonocladaceae
Siphonocladaceae es una familia de algas, del orden Cladophorales.

## Géneros
- Chamaedoris
- Cladophoropsis
- Siphonocladus
- Ventricaria
- Apjohnia
- Boergesenia
- Boodlea
- Phyllodictyon
- Struvea
- Struveopsis
- Dictyosphaeria